# Fifi Turin
Pour les articles homonymes, voir Turin.
Joséphine Cavallini, épouse de Laurent Turin, dite Fifi Turin, est une ouvrière du textile, militante syndicaliste, communiste et antifasciste, née à Marseille le 7 avril 1913 et fusillée par les Allemands le 5 août 1944.

## Biographie
Née dans une famille ouvrière marseillaise, Fifi Turin devient elle-même ouvrière et travaille dès l'âge de treize ans à la SA des Filatures et Tissages de Marseille, située 21 boulevard des Vignes (aujourd'hui boulevard Fifi-Turin) dans le quartier de la Capelette.
Engagée dans le combat syndical, elle met ses talents d'oratrice au service de la solidarité ouvrière. À l'arrivée au pouvoir du Front populaire, elle participe activement au mouvement de grève de mai-juin 1936, puis adhère au Parti communiste. Elle milite également au Comité mondial des femmes contre la guerre et le fascisme,.
Malgré l’interdiction du PCF après la déclaration de guerre du 3 septembre 1939, elle continue la lutte contre l'Occupation. Placée en résidence surveillée à Tarascon en novembre 1940 par le régime de Vichy, elle réussit à s'enfuir. Désormais condamnée à la clandestinité, elle rejoint Lyon où elle intègre la Résistance comme agent de liaison dans les rangs des FTP.
Arrêtée par la Gestapo en juillet 1943, elle est emprisonnée à Fresnes et fusillée le 5 août 1944.
Le retour des cendres de Fifi Turin à Marseille et leur inhumation au cimetière Saint-Pierre fit l'objet d'une grande cérémonie organisée par les instances communistes et syndicalistes de la ville.
Une voie du (10e arrondissement de Marseille), le boulevard Fifi-Turin, porte son nom. Une plaque à sa mémoire a été posée au début de ce boulevard et une autre sur la maison où elle habitait au 69, rue des Vignes (aujourd'hui rue Del-Bello).